# La muerte de Hipólito
La muerte de Hipólito es un cuadro del pintor Lawrence Alma-Tadema, realizado en 1860, de temática mitológica.
La obra describe el final de Hipólito, hijo de Teseo y Antíope. Según la leyenda, Hipólito, amante de la caza, veneraba a la diosa Artemisa y detestaba a la diosa griega del amor: Afrodita.
La diosa del amor era propensa, sin embargo, a los castigos crueles contra sus detractores, por lo que en este caso, en venganza, decidió que Fedra, la madrastra del joven, se enamorara perdidamente de él. Cuando la mujer se ofreció a su hijastro, este la despreció. Fedra se suicidó para salvar su honor, (hecho reflejado en un cuadro de Alexandre Cabanel). Pero la nodriza de Fedra, que había trasmitido a Hipólito la pasión de su señora, escribió una tablilla que dejó junto al cuerpo de ella inculpando al joven de haber intentado violarla. Cuando el padre de Hipólito conoció lo ocurrido, exigió venganza a Poseidón, y el dios, abuelo de Hipólito según algunas tradiciones, respondió enviando un monstruo marino a su nieto mientras conducía su carro. Hipólito murió arrastrado por sus propios caballos. 
La obra se guarda en una colección privada.